# Homologenus donghaiensis
Homologenus donghaiensis is een krabbensoort uit de familie van de Homolidae. De wetenschappelijke naam van de soort is voor het eerst geldig gepubliceerd in 1986 door Chen.